# Apil-Sin
Apil-Sin fue el cuarto rey de la primera dinastía de Babilonia, que llegó al trono después de la muerte de su padre, Sabium, reinando en el período 1813-1830  a. C. (cronología media).
Su nombre, así como el de su hijo, Sin-Muballit son acadios, siendo las dos únicas excepciones en la onomástica de la dinastía, que lleva nombres cananeos.
Su reinado vio la consolidación del reino babilonio en el norte de la Baja Mesopotamia. Disponiendo ya de sólidas bases en el noroeste, alrededor del río Éufrates y de sus ramificaciones, se extiende hacia el este, en la región del Tigris, hacia la ciudad de Mankisum, para entrar en contacto con el gran reino del valle del Diyala, Ešnunna. Como sus predecesores, construye murallas, fortalezas y canales para reforzar las defensas y el potencial agrícola de su reino. Su hijo, Sin-Muballit le sucedió a su muerte.